# Skalník Franchetův
Skalník Franchetův (Cotoneaster franchetii) je až 3 metry vysoký opadavý keř, pocházející z Číny, Thajska a Myanmaru.

## Výskyt
Skalník Franchetův je druh skalníku, přirozeně rostoucí na jihozápadě Číny, v provinciích Kuej-čou, S’-čchuan a Jün-nan, v Tibetu, v severním Myanmaru a severním Thajsku.

## Popis
Skalník Franchetův je stálezelená rostlina, dřevina, kterou řadíme mezi keře. Dorůstá výšky až 3 m. Listy jsou oválné , 2-3,5 cm dlouhé a 1-1,5 cm široké, lesklé, zelené, řídce porostlé bílými až nažloutlými chloupky. Květy vyrůstají v chocholících po 5-15. Každý květ je široký 6–7 mm, má pět lístků, růžových na vnější straně, bílých na vnitřní straně. Plody jsou červené malvice o průměru 6–9 mm. Plody jsou pojídány ptáky, kteří rozšiřují semena ve svém trusu.

## Zajímavost
Osemení skalníků obsahuje inhibitory klíčení. Pro výsev je třeba zbavit semena osemení, podobně jako v přírodě, kde je osemení rozrušeno v trávicím traktu ptáků.

## Použití
Oblíbený ozdobný keř, pěstovaný na severovýchodě Evropy, severovýchodě Pacifiku a ve východní Americe. Místně (v části Velké Británie) proniká do přírody a stává se součástí přírodních společenstev.